# Shane O'Driscoll
Shane O'Driscoll (10 de septiembre de 1992) es un deportista irlandés que compitió en remo.
Ganó una medalla de oro en el Campeonato Mundial de Remo de 2017 y una medalla de oro en el Campeonato Europeo de Remo de 2017, en la prueba de dos sin timonel ligero.

## Palmarés internacional
| Campeonato Mundial | Campeonato Mundial        | Campeonato Mundial | Campeonato Mundial     |
| Año                | Lugar                     | Medalla            | Prueba                 |
| ------------------ | ------------------------- | ------------------ | ---------------------- |
| 2017               | Sarasota (Estados Unidos) | Medalla de oro     | Dos sin timonel ligero |
| Campeonato Europeo |                           |                    |                        |
| Año                | Lugar                     | Medalla            | Prueba                 |
| 2017               | Račice (República Checa)  | Medalla de oro     | Dos sin timonel ligero |